# Maria Wiesner
Maria Wiesner ist eine deutsche Journalistin und Autorin.

## Leben
Wiesner ist in Brandenburg geboren und aufgewachsen und studierte Germanistik, Romanistik und Journalistik in Dresden, Leipzig, Florenz und Reggio di Calabria. Nach dem Studium zog sie 2011 nach Frankfurt am Main, wo sie zunächst für die politische Redaktion der Frankfurter Allgemeinen Zeitung arbeitete und seit 2013 als freie Journalistin tätig war. Sie bereiste für ihre Recherchen Asien, Afrika, Nordamerika und Europa und schrieb Reportagen, Porträts und Essays für die FAZ und das FAZ Magazin sowie die Frankfurter Allgemeine Sonntagszeitung und veröffentlichte Beiträge beim BBC und im Deutschlandfunk. 2013 erhielt sie das Stipendium „Reporters in the Field“ der Robert Bosch Stiftung für eine Reportage zum EU-Beitritt Kroatiens. 2017 recherchierte sie im Rahmen des Kartographen-Stipendiums der Mercator-Stiftung mit einem internationalen Journalistenteam in Deutschland, den USA, Nigeria und Großbritannien zur Raubkunstdebatte um die Benin-Bronzen; es erschienen Artikelserien in der FAZ, der Leipziger Volkszeitung und nigerianischen Zeitungen. Seit 2016 arbeitet sie als Redakteurin im Gesellschaftsressort der FAZ. Seit November 2022 ist sie dort Koordinatorin für das Ressort „Stil“.
Sie führt auf den Filmfestivals in Cannes, Berlin und Venedig Interviews mit Filmschaffenden und verfasst Filmkritiken für die FAZ und FAZ Woche, das Arthouse-Portal Kino-zeit.de und das Filmmagazin der NZZ Frame. Ihr FAZ-Artikel Bilderstrom des Kinos über die Verfilmungen von Dante Alighieris Göttlicher Komödie erschien 2021 auch im Buch Dantes Verse, herausgegeben von Birte Förster.
Im Verlag HarperCollins erschien 2019 unter dem Titel Grund dafür sind Verzögerungen im Betriebsablauf ihre Sammlung von Geschichten rund um die Irrwege des Bahnfahrens. Im Tagesspiegel schrieb Henrik Mortsiefer über das Buch: „Wiesners leicht zu konsumierendes Kompendium zeigt: Bei allem Ärger über verspätete Fernzüge, Funklöcher im ICE und verstopfte Zug-Toiletten – es darf zwischendurch auch gelacht werden.“ 2021 erschien von Wiesner ebenfalls bei HarperCollins das Sachbuch Alles in Ordnung?, in dem die Autorin das Kulturphänomen des Aufräumens und des Wegwerfens konsumkritisch hinterfragt. Im gleichen Verlag veröffentlichte Wiesner 2022 das Sachbuch Radikal selbstbestimmt – Ihrer Zeit weit voraus. Was wir von Alexandra Kollontai lernen können, das unter anderem im Magazin an.schläge gelobt wurde als „...eine exzellente Einführung in das Leben und Wirken der russischen Revolutionärin“.
Im Oktober 2023 kam ihr Buch „Jil Sander. Eine Annäherung“ heraus, worin sie sich mit dem Leben und Werk der deutschen Designikone auseinandersetzt. Margit J. Mayer, frühere Harper’s-Bazaar-Chefin und Herausgeberin beim Berliner Verlag, schrieb in der Berliner Zeitung, das Buch sei „völlig anders als all die kiloschweren Designerbände zum Gähnen und Ins-Regal-Stellen“. Die Autorin erzähle vielmehr „in diskursivem Tonfall, klar formuliert und dabei voll unterhaltsamer Details, mit unzähligen Sander-Zitaten und erhellenden Fotos“ das Leben Sanders und fahre dabei die Stationen von deren Biografie ab, finde Überraschendes und stelle „die Sander’sche Karriere immer wieder in den soziologischen Zeitkontext“. Und auf Fashion Network bezeichnete Rüdiger Oberschür es als „das wohl herausragendste Projekt über die Designerin“ seit der Retrospektive im Frankfurter Museum für Moderne Kunst 2018.

## Publikationen
- Im Pyjama am Schreibtisch, in: Die Freienbibel herausgegeben von Marike Frick, epubli, 2013, ISBN 978-3-8442-7654-1
- Grund dafür sind Verzögerungen im Betriebsablauf. Hamburg, HarperCollins 2019. ISBN 978-3-95967-346-4
- Alles in Ordnung? Warum wir vor lauter Aufräumen unser Leben verpassen. Hamburg, HarperCollins 2021. ISBN 978-3-7499-0017-6
- Bilderstrom des Kinos, in: Dantes Verse herausgegeben von Birte Förster, Göttingen, Wallstein Verlag 2021. ISBN 978-3-8353-5068-7
- Radikal selbstbestimmt – Ihrer Zeit weit voraus. Was wir von Alexandra Kollontai lernen können. Hamburg, HarperCollins 2022. ISBN 978-3-365-00132-5
- Gewalt, Mord und Antihelden – Moral im Kino. Ein kritischer Essay, in: Zeitschrift für Ästhetik und Allgemeine Kunstwissenschaft Band 67. Heft 2, herausgegeben von Josef Früchtl und Philipp Theisohn, Hamburg, Felix Meiner Verlag 2022. ISBN 978-3-7873-4365-2
- Jungfrauen in Hosen – Über ein verhängnisvolles Kleidungsstück. Radio-Essay für SWR 2, 51 Minuten, April 2023.[18]
- Jil Sander – Eine Annäherung. Hamburg, HarperCollins 2023. ISBN 978-3-365-00461-6